# YellowTAB
La yellowTAB è stata una Software house tedesca che produceva un sistema operativo basato su BeOS 5.1.0, chiamato ZETA. Il loro prodotto era venduto come "yellowTAB ZETA". Gli uffici della Società erano a Mannheim, ed il motto aziendale era "Assume The Power".

## Storia
Nel 2001 la YellowTab riuscì ad acquisire i diritti di distribuzione di BeOS dalla tedesca Be Inc., società che venne poi rilevata lo stesso anno da Palmsource Inc.
La YellowTab, senza avere accordi ufficiali con Palmsource e nonostante possedesse soltanto i diritti di distribuzione, iniziò  a lavorare sul codice di BeOS (rinominandolo Zeta OS). Il CEO Bernd Korz, ingegnere e principale manager del progetto, tentò di accordarsi con Palmsource circa lo sviluppo di Zeta OS, tuttavia Palsource non aveva alcun interesse nel progetto.
Nel 2005 la Palmsource venne acquisita da Access Co. Ltd., che senza informare la stampa inviò varie comunicazioni alla YellowTab perché interrompesse lo sviluppo e la distribuzione non autorizzati di Zeta OS.
Nel 2006 la società vide il crollo delle vendite e divenne insolvente, quindi quello stesso anno andò in fallimento e cessò l'attività. Lo sviluppo e il supporto del sistema operativo vennero trasferiti alla software publisher Magnussoft. Anche Bernd Korz e il suo team si trasferirono nella stessa società, ma nel 2007 decisero di lasciare Magnussoft e di abbandonare lo sviluppo di Zeta.
Nel 2007 la Access, proprietaria del codice sorgente di BeOS, ha dichiarato di non aver mai legittimato alcun utilizzo del codice sorgente da parte di YellowTab e Magnussoft.

## Critiche
La YellowTAB non ha mai pubblicamente confermato di avere il codice sorgente di BeOS o quale fosse il loro accordo di licenza con i proprietari (PalmSource). La YellowTAB è ancora oggetto di critiche da parte della comunità di utenti BeOS, i quali affermano che la società non ha dato indietro quanto preso dal progetto Haiku ed altri progetti open source per BeOS. I programmatori open source, in molti casi, hanno ricreato le estensioni di YellowTAB per BeOS, in particolare l'estensione grafica SVG per OpenTracker.